# Pierre Benoit (romanschrijver)

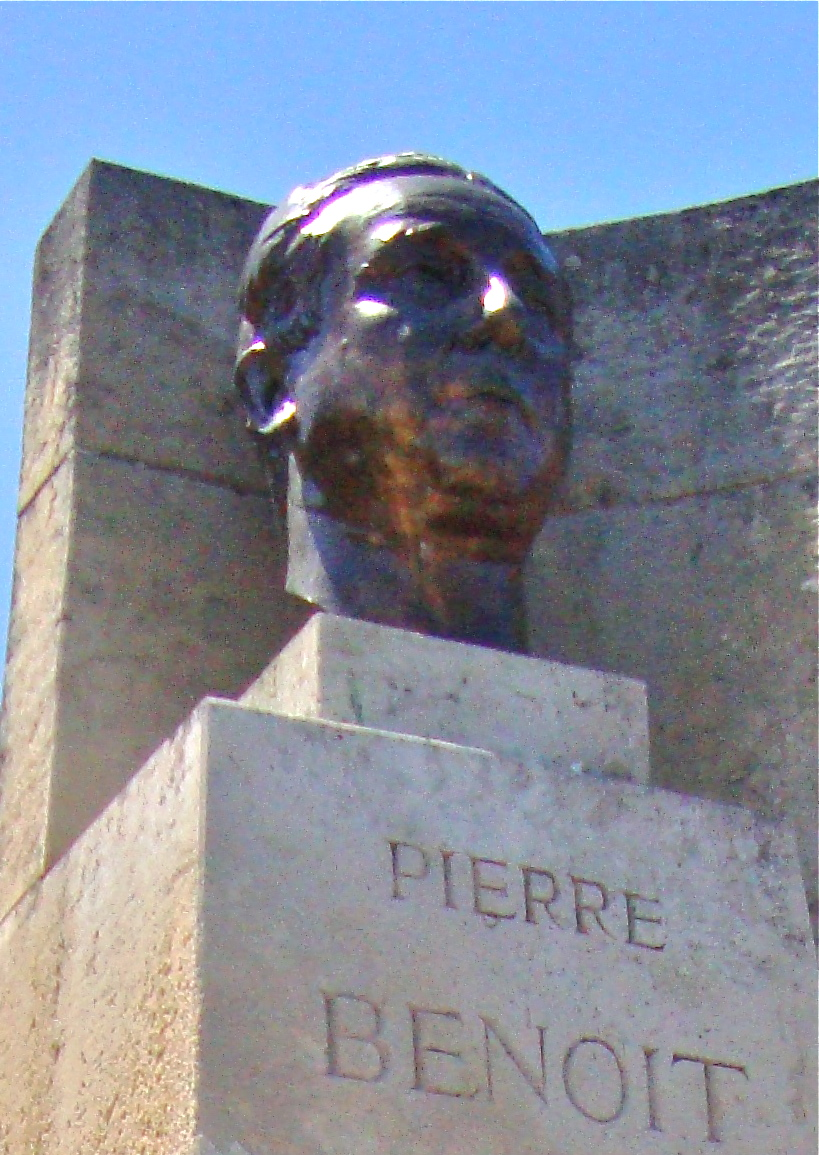
Buste van Pierre Benoit in Ciboure

Ferdinand Marie Pierre Benoit (Albi, 16 juli 1886 – Ciboure, 3 maart 1962) was een Frans journalist en romanschrijver. Hij schreef avonturenromans voor een groot publiek. Voor L'Atlantide uit 1919 kreeg Benoit de Grand Prix du roman van de Académie française, waarvan hij in 1931 zelf tot lid werd verkozen. Verscheidene van zijn romans werden verfilmd.

## Levensloop

### Afkomst en studies
Benoit was een zoon van een legerofficier en werd geboren in Albi, de plaats waar zijn vader toen gelegerd was. Na een jaar werd hij overgeplaatst naar Tunesië en enkele jaren later naar Algerije, waardoor Benoit zijn jeugd in Noord-Afrika doorbracht.
Na zijn legerdienst in Algerije te hebben volbracht, trok Benoit in 1907 naar de Universiteit van Montpellier waar hij rechten en letteren studeerde. Nadat hij was afgestudeerd, was hij werkzaam in een internaat in Sceaux. In die periode ontdekte Benoit de schrijvers Maurice Barrès en Charles Maurras. Hun werk oefende een blijvende invloed op hem uit.

### Debuut als schrijver
Omstreeks 1910 publiceerde Benoit zijn eerste gedichten. Daarvoor kreeg hij een prijs van de Société des gens de lettres. Bij het begin van de Eerste Wereldoorlog werd Benoit gemobiliseerd. Nadat hij deelnam aan de Slag bij Charleroi werd hij ziek en bracht hij maanden door in het ziekenhuis. Na zijn ontslag werd Benoit gedemobiliseerd. Zijn oorlogservaringen leidden ertoe dat Benoit een overtuigd pacifist werd.
In 1918 maakte Benoit zijn romandebuut met Kœnigsmark dat, ondanks de uitgave bij een kleine uitgeverij, een succes werd. De roman gaat over de liefde van een jonge Franse professor voor een Duitse prinses. Het werk werd genomineerd voor de Prix Goncourt, maar Benoit greep net naast de prijs. De roman werd later verscheidene malen verfilmd en in 1953 gekozen als eerste werk in de literaire collectie Le Livre de Poche in pocketformaat.

### Doorbraak
In 1919 verscheen L'Atlantide bij Éditions Albin Michel. Deze avonturenroman handelt over twee officieren die gegijzeld worden in een onbekend koninkrijk in de Sahara. Aangeprezen door Maurice Barrès kreeg de roman de Grand Prix du roman de l'Académie française voor 1919. Ook dit boek werd verscheidene malen verfilmd, onder andere door Jacques Feyder. In 1954 schreef Henri Tomasi een opera op basis van deze roman.
De schrijverscarrière van Benoit was vanaf het verschijnen van L'Atlantide gelanceerd. Vanaf dat moment publiceerde hij ongeveer één roman per jaar en in totaal een 45-tal avonturenromans bij de Éditions Albin Michel. Hij schreef ook meer diepgaande literaire werken zoals Mademoiselle de La Ferté uit 1923, over de vriendschap tussen twee vrouwen.

### Benoit als journalist

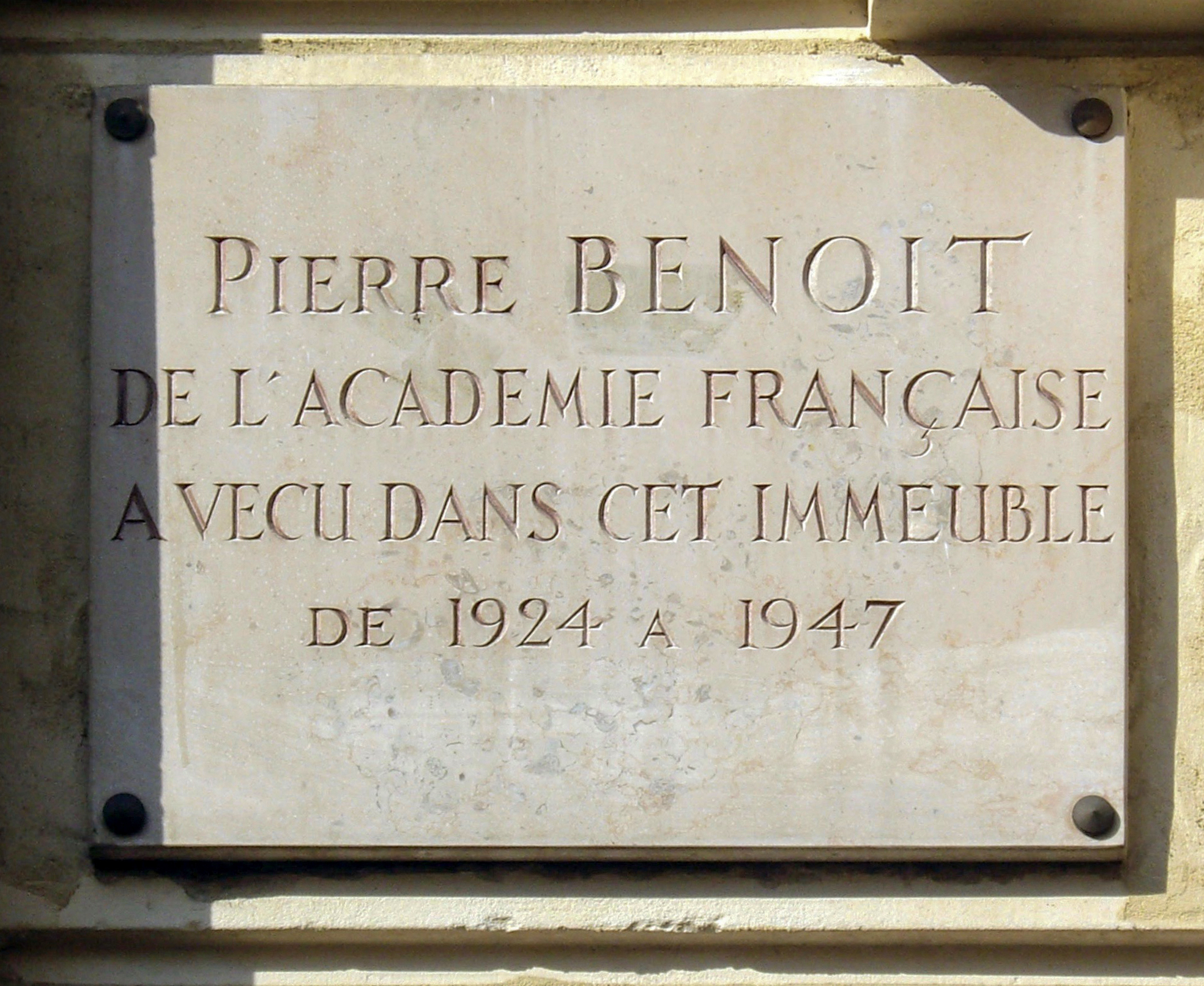
Gedenkplaat aan Benoits woning in Parijs

Benoit was naast schrijver ook bibliothecaris op het ministerie van Openbaar Onderwijs. Hij wilde eigenlijk werk waarbij hij veel kon reizen. In 1923 ging hij voor de krant Le Journal werken als journalist en buitenlands verslaggever. Benoit doorkruiste Anatolië dat op dat moment in oorlog was. Hij interviewde Mustafa Kemal Atatürk in Ankara. Daarna deed hij Palestina en Syrië aan.
Als verslaggever werkte Benoit daarna voor verscheidene andere kranten, waaronder France-Soir. Daarvoor reisde hij de hele wereld af en interviewde onder andere Haile Selassie, Benito Mussolini, Hermann Göring en António de Oliveira Salazar.

### Benoit als academicus en schrijver
In 1931 werd Benoit verkozen tot lid van de Académie française. Hij roerde zich op politiek gebied door zijn verzet tegen het Volksfront, een alliantie van centrum-linkse partijen. Als academicus ijverde Benoit in 1938 voor de verkiezing van zijn vriend Charles Maurras in de Académie française.
In september 1944 werd Benoit gearresteerd op verdenking van collaboratie met de Duitsers. Na zes maanden gevangenschap werd hij in april 1945 vrijgesproken, maar hij kreeg wel een publicatieverbod opgelegd. Door bemiddeling van Jean Paulhan en Louis Aragon werd Benoits naam geschrapt van de zwarte lijst. Met de roman Agriates die in 1950 verscheen, knoopte Benoit weer aan bij het succes. In 1957 werd de verkoop van het vijf miljoenste exemplaar van zijn romans gevierd.
Nadat generaal de Gaulle in 1959 zijn vetorecht had uitgeoefend tegen de verkiezing van Paul Morand tot lid van de Académie française, diende Benoit een aanvraag in om ontslagen te worden uit de academie. Het ontslag werd door de Académie française geweigerd en Benoit, een goede vriend van Morand, woonde geen zittingen van de academie meer bij.

## Werk
Benoit schreef een 45-tal avonturenromans aan een ritme van ongeveer één roman per jaar. Opvallend is dat de romans steeds goed gedocumenteerd zijn en dat zijn karakters scherp afgelijnd zijn. De heldinnen uit zijn romans dragen steeds namen die beginne met de letter A: Allegria (Pour don Carlos), Aurore (Kœnigsmark), Antinéa (L'Atlantide). Verscheidene van zijn romans werden verfilmd en bewerkt voor ballet, opera of toneel.

## Bibliografie

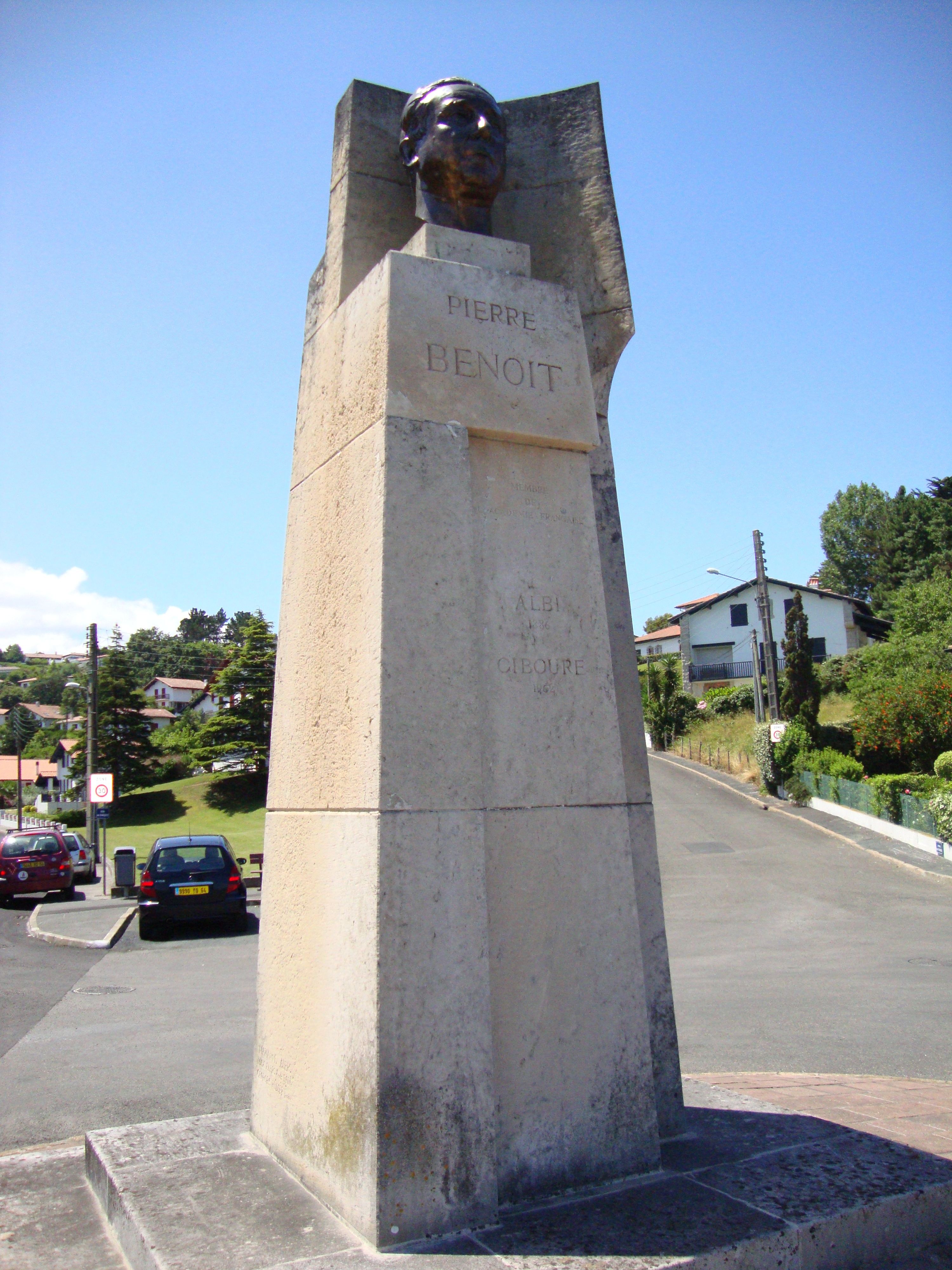
Standbeeld met buste van Pierre Benoit in Ciboure

### Romans
- Kœnigsmark, 1918
- L'Atlantide, 1919
- Pour don Carlos, 1920
- Le Lac salé, 1921
- La Chaussée des géants, 1922
- Mademoiselle de La Ferté, 1923
- Le Roman des quatre, 1923, geschreven in samenwerking van Paul Bourget, Henri Duvernois en Gérard d'Houville.
- La Châtelaine du Liban, 1924
- Le Puits de Jacob, 1925
- Alberte, 1926
- Le Roi lépreux, 1927
- Axelle, 1928
- Erromango, 1929
- Le Soleil de minuit, 1930
- Le Déjeuner de Sousceyrac, 1931
- L'Île verte, 1932
- Fort-de-France, 1933
- Cavalier 6, 1933 (gevolgd door L'oublié, geschreven in 1922)
- Monsieur de la Ferté, 1934
- Boissière 1935
- La Dame de l'Ouest, 1936
- Saint-Jean d'Acre, 1936 (gevolgd door La Ronde nuit)
- L'Homme qui était trop grand, 1936 (in samenwerking met Claude Farrère)
- Les Compagnons d'Ulysse, 1937
- Bethsabée, 1938
- Notre-Dame-de-Tortose, 1939
- Les Environs d'Aden, 1940
- Le Désert de Gobi, 1941
- Lunegarde, 1942
- Seigneur, j'ai tout prévu..., 1943
- L'Oiseau des ruines, 1947
- Jamrose, 1948
- Aïno, 1948
- Le Casino de Barbazan, 1949
- Les Plaisirs du voyage, 1950
- Les Agriates, 1950
- Le Prêtre Jean, 1952
- La Toison d'or, 1953
- Ville perdue, 1954
- Feux d'artifice à Zanzibar, 1955
- Fabrice, 1956
- Montsalvat, 1957
- La Sainte Vehme, 1958
- Flamarens , 1959
- Le Commandeur, 1960
- Les Amours mortes, 1961
- Aréthuse (postuum, onvoltooid), 1963

### Dichtbundels
- Diadumène, 1914
- Les Suppliantes, 1920

### Ander werk
- La Surprenante Aventure du baron de Pradeyles (novelle), 1921
- Les Guerres d'enfer et l'avenir de l'intelligence (essay), 1925
- Les Cinq Plaisirs de l'homme cultivé (novelles), 1935
- Le Jour du Grand Prix (kortverhaal), 1936
- Les deux portraits (kortverhaal), 1936
- Toute la Terre (reisherinneringen, postume publicatie), 1988